# Money in the Bank (WWE)
Money in the Bank è un evento a pagamento di wrestling prodotto annualmente dalla WWE.
L'evento prende il nome dal Money in the Bank Ladder match, incontro che fino al 28 marzo 2010 si disputava solamente a WrestleMania.

## Money in the Bank Ladder match
Il Money in the Bank è una variante del Ladder match e la sua stipulazione speciale consiste nello staccare una valigetta appesa con un gancio al di sopra del ring; il vincitore ha la possibilità di sfidare il campione mondiale della federazione in qualsiasi momento entro i dodici mesi successivi.
Fino al 28 marzo 2010, con l'evento disputato solamente nell'edizione annuale di WrestleMania, si teneva un unico Money in the Bank Ladder match, il cui vincitore poteva sfidare il campione mondiale di uno dei due roster (Raw o SmackDown), ma con lo spostamento dell'incontro in un pay-per-view dedicato le valigette divennero due, una per il WWE Championship ed una per il World Heavyweight Championship. In seguito all'unificazione dei due titoli maggiori nel dicembre del 2013, tornò a disputarsi un solo Money in the Bank Ladder match.
Nel 2017 è stato introdotto, per la prima volta nella storia, il Money in the Bank Ladder match femminile, che garantisce un contratto da poter incassare in qualsiasi momento per il WWE Women's Championship o il Women's World Championship.
Nel 2020 si è svolta una variante del Money in the Bank Ladder match denominata Corporate, in cui il vincitore è stato colui che per primo è riuscito a staccare una valigetta posta sul tetto della sede della WWE a Stamford dopo aver scalato l'intera struttura.
Il 7 novembre 2022 venne annunciato che il Money in the Bank poteva essere utilizzato per qualsiasi titolo: Theory, infatti, incassò il contratto per sfidare lo United States Champion Seth Rollins, risultando essere il primo wrestler ad incassare il Money in the Bank per un titolo secondario, fallendo tuttavia.
Il 27 maggio 2023, a Night of Champions, venne introdotto il World Heavyweight Championship vinto da Seth Rollins contro AJ Styles; anche questo nuovo titolo mondiale, insieme al WWE Championship, può essere vinto tramite il Money in the Bank.

## Edizioni
|  | Evento esclusivo del roster di SmackDown |

| Evento          | Data           | Città        | Sede                   | Main event                                                                     | Money in the Bank              |
| --------------- | -------------- | ------------ | ---------------------- | ------------------------------------------------------------------------------ | ------------------------------ |
| 2010 (Dettagli) | 18 luglio 2010 | Kansas City  | Sprint Center          | John Cena vs. Sheamus                                                          | Kane The Miz                   |
| 2011 (Dettagli) | 17 luglio 2011 | Rosemont     | Allstate Arena         | John Cena vs. CM Punk                                                          | Alberto Del Rio Daniel Bryan   |
| 2012 (Dettagli) | 15 luglio 2012 | Phoenix      | U.S. Airways Center    | Money in the Bank Ladder match                                                 | Dolph Ziggler John Cena        |
| 2013 (Dettagli) | 14 luglio 2013 | Philadelphia | Wells Fargo Center     | Money in the Bank Ladder match                                                 | Damien Sandow Randy Orton      |
| 2014 (Dettagli) | 29 giugno 2014 | Boston       | TD Garden              | Money in the Bank Ladder match                                                 | Seth Rollins                   |
| 2015 (Dettagli) | 14 giugno 2015 | Columbus     | Nationwide Arena       | Dean Ambrose vs. Seth Rollins                                                  | Sheamus                        |
| 2016 (Dettagli) | 19 giugno 2016 | Paradise     | T-Mobile Arena         | Roman Reigns vs. Seth Rollins                                                  | Dean Ambrose                   |
| 2017 (Dettagli) | 18 giugno 2017 | St. Louis    | Scottrade Center       | Money in the Bank Ladder match                                                 | Baron Corbin Carmella          |
| 2018 (Dettagli) | 17 giugno 2018 | Rosemont     | Allstate Arena         | Money in the Bank Ladder match                                                 | Braun Strowman Alexa Bliss     |
| 2019 (Dettagli) | 19 maggio 2019 | Hartford     | XL Center              | Money in the Bank Ladder match                                                 | Brock Lesnar Bayley            |
| 2020 (Dettagli) | 10 maggio 2020 | Orlando      | Performance Center     | Money in the Bank Ladder match                                                 | Otis Asuka                     |
| 2021 (Dettagli) | 18 luglio 2021 | Fort Worth   | Dickies Arena          | Roman Reigns vs. Edge                                                          | Big E Nikki A.S.H.             |
| 2022 (Dettagli) | 2 luglio 2022  | Paradise     | MGM Grand Garden Arena | Money in the Bank Ladder match                                                 | Theory Liv Morgan              |
| 2023 (Dettagli) | 1º luglio 2023 | Londra       | The O2 Arena           | Roman Reigns e Solo Sikoa vs. Usos                                             | Damian Priest Iyo Sky          |
| 2024 (Dettagli) | 6 luglio 2024  | Toronto      | Scotiabank Arena       | Cody Rhodes, Kevin Owens e Randy Orton vs. Solo Sikoa, Tama Tonga e Jacob Fatu | Drew McIntyre Tiffany Stratton |
| 2025 (Dettagli) | 7 giugno 2025  | Inglewood    | Intuit Dome            | Cody Rhodes e Jey Uso vs. John Cena e Logan Paul                               | Seth Rollins Naomi             |